# Pareto fournisseurs
Le Pareto fournisseurs est un outil de la fonction achats des entreprises. 
Il a pour objectifs la classification et la hiérarchisation des fournisseurs. Cet outil est un atout stratégique pour un service achats, il permet d'orienter la politique achat de l'entreprise. Le Pareto fournisseurs est basé sur la Loi de l'économiste Vilfredo Pareto avec la distribution de Pareto dont il est le créateur.
Le principe de l'outil est de trier les fournisseurs en plusieurs catégories via plusieurs méthodes. La méthode 80/20 qui met en avant une famille de fournisseurs importants, et la méthode ABC qui consiste à trier les fournisseurs en trois catégories (A, B, C). Les deux méthodes permettent le choix de politiques achats adaptés pour chaque catégorie de fournisseurs et ainsi la prise de décisions stratégiques pour le service achats de l'entreprise.

## Méthode 80/20

### Principe
La méthode 80/20 consiste à relater pour l'entreprise que 80 % de leurs achats sont réalisés auprès de 20 % de leurs fournisseurs. Ce sera sur ces fournisseurs que la majeure partie des stratégies de la politique achats sera axée, car c'est une famille d'achats avec peu de fournisseurs et un volume d'achats conséquent.

### Exemple
Pour établir le tableau ci-dessous il faut recueillir tous les chiffres d'affaires des fournisseurs de l'entreprise, les classer par ordre décroissant, puis calculer leur part dans le chiffre d'affaires total ainsi que les parts cumulées de ceux-ci. (cf.: colonne 3 et 5)
Ensuite il est nécessaire de réaliser la même disposition pour les fournisseurs c'est-à-dire leur part parmi tous les fournisseurs ici 1/20, 20 étant le nombre de fournisseurs total. (cf.: colonne 4 et 6)
| Fournisseurs | CA annuel    | Part dans le CA | Part fournisseur | Parts cumulées des CA | Parts cumulées des fournisseurs |
| FR00117      | 98 732,23 €  | 28,38 %         | 5,00 %           | 28,38 %               | 5,00 %                          |
| FR00104      | 85 036,90 €  | 24,45 %         | 5,00 %           | 52,83 %               | 10,00 %                         |
| FR00113      | 68 892,47 €  | 19,80 %         | 5,00 %           | 72,63 %               | 15,00 %                         |
| FR00109      | 26 947,36 €  | 7,75 %          | 5,00 %           | 80,38 %               | 20,00 %                         |
| FR00101      | 12 986,45 €  | 3,73 %          | 5,00 %           | 84,11 %               | 25,00 %                         |
| FR00112      | 9 630,36 €   | 2,77 %          | 5,00 %           | 86,88 %               | 30,00 %                         |
| FR00102      | 8 542,19 €   | 2,46 %          | 5,00 %           | 89,34 %               | 35,00 %                         |
| FR00111      | 7 569,14 €   | 2,18 %          | 5,00 %           | 91,51 %               | 40,00 %                         |
| FR00105      | 6 856,25 €   | 1,97 %          | 5,00 %           | 93,49 %               | 45,00 %                         |
| FR00116      | 5 369,56 €   | 1,54 %          | 5,00 %           | 95,03 %               | 50,00 %                         |
| FR00106      | 3 982,36 €   | 1,14 %          | 5,00 %           | 96,17 %               | 55,00 %                         |
| FR00118      | 3 569,20 €   | 1,03 %          | 5,00 %           | 97,20 %               | 60,00 %                         |
| FR00107      | 2 556,23 €   | 0,73 %          | 5,00 %           | 97,93 %               | 65,00 %                         |
| FR00119      | 2 369,45 €   | 0,68 %          | 5,00 %           | 98,62 %               | 70,00 %                         |
| FR00120      | 1 478,21 €   | 0,42 %          | 5,00 %           | 99,04 %               | 75,00 %                         |
| FR00103      | 1 452,80 €   | 0,42 %          | 5,00 %           | 99,46 %               | 80,00 %                         |
| FR00108      | 856,32 €     | 0,25 %          | 5,00 %           | 99,70 %               | 85,00 %                         |
| FR00114      | 692,32 €     | 0,20 %          | 5,00 %           | 99,90 %               | 90,00 %                         |
| FR00110      | 236,36 €     | 0,07 %          | 5,00 %           | 99,97 %               | 95,00 %                         |
| FR00115      | 98,20 €      | 0,03 %          | 5,00 %           | 100,00 %              | 100,00 %                        |
| Total        | 347 854,36 € | 100,00 %        | 100,00 %         |                       |                                 |

Les quatre fournisseurs FR00117, FR00104, FR00113, et FR00109 représente 20 % des fournisseurs de l'entreprise et 80 % des dépenses d'achats de l'entreprise. Ils représentent les fournisseurs les plus importants.  

## Méthode ABC

### Principe
De même que la loi 80/20, la méthode ABC permet de classer les fournisseurs, mais cette fois en 3 catégories.

#### Catégorie A
80 % des achats réalisés par l'entreprise concernent 20 % des fournisseurs. Les priorités d'actions doivent se concentrer dans cette catégorie car elle concerne peu de fournisseurs mais un volume considérable d'achats pour l'entreprise. C'est donc dans cette catégorie que l'acheteur doit réaliser des économies, pour que l'entreprise économise de l'argent.

#### Catégorie B
15 % des achats réalisés par l'entreprise concernent 30 % des fournisseurs.

#### Catégorie C
5 % des achats réalisés par l'entreprise concernent 50 % des fournisseurs. C'est la catégorie qui coûte le plus au niveau du processus achat et de l'entreprise puisqu'elle représente une grande quantité de fournisseurs et peu d'achat pour l'entreprise. C'est une famille d'achat peu stratégique avec des frais importants pour le service achats tels que des démarches d'identification, de sélection, et de négociation auprès de chaque fournisseur.

## Cartographie achats
Le Pareto fournisseurs est un élément de la cartographie achats, et permet de déterminer les familles d'achats avec de forts enjeux. Toutes ces démarches sont dans le but d'améliorer la maturité achats d'un service achats autrement dit la capacité d'une fonction achats à réaliser des achats les plus efficients possible en termes de coût, de qualité, de délais et d'empreinte environnementale (Product Environmental Footprint).